# Friedebert Tuglas
Friedebert Tuglas (1923-ig Mihkelson vagy Michelson; Ahja, 1886. március 2. – Tallinn, 1971. április 15.) észt író, kritikus, műfordító és irodalomtudós, az impresszionizmus és szimbolizmus meghonosítója az észtországi irodalomban.

## Fiatalkora
Tuglas egy ács fiaként látta meg a napvilágot. A prangeli (orosz nyelvű) és udernai iskolaéveket követően, 1901-től a tartui városi iskolában tanult. Ebben az időben jelentek meg első művei, többek közt a Siil c. meséje. 1904-1905 között a tartui Hugo Treffner Gimnáziumban folytatta tanulmányait, be azonban nem fejezte.

## A forradalom után
Részt vett az 1905-ös orosz forradalomban, amiért 2 hónap börtönre ítélték, melyet a tallinni dómhegyi börtönben töltött le (ezalatt írta meg Meri c. prózaversét). 1906-1917 között hosszú időt töltött Finnországban, valamint Párizsban. Ekkor utazta be Németországot, Svájcot, Belgiumot, Olaszországot és Spanyolországot, és néha titokban Észtországba is hazalátogatott. Ebben az időben jelentős mennyiségű finn szépirodalmat fordított észtre.

## Munkássága
A legismertebb novellája a Popi ja Huhuu. Tuglas volt a vezetője az Ifjú Észtország (Noor-Eesti) irodalmi csoportosulásnak a 20. század elején. Egyike volt az Észt Írószövetség alapítóinak, és 1922-ben, valamint 1925-1927 között elnöke is volt a szervezetnek.
1917-től tagja a Siuru irodalmi csoportnak. Két regényében (Felix Ormusson, 1915 és Väike Illimar, 1937), valamint számos novellájában a realizmus és a neoromantika egy sajátos keverékét használta. Útleírások (Spanyolország, Észak-Afrika, Norvégia), kritikák (nyolc kötet) és memoárok is jelentek meg tollából. Írt továbbá monográfiát Juhan Liivről, A. H. Tammsaaréról és Mait Metsanurkról. Szerkesztőként dolgozott számtalan észt irodalmi lapnál, pl. Odamees, Ilo, Tarapita. Esszéi és jegyzetei megjelentek összegyűjtve Marginaalia címmel.

## Korszakai
Szépirodalmi munkásságát három korszakra szokás tagolni:
1901-1914: Realizmus és romantika.
Tuglas irodalmi pályája realista elbeszélésekkel és novellákkal (Siil, Hunt, Hingemaa, 1906) és forradalmi romantikus versekkel (Meri, Kätki laul) indult.
1914-1925: Novellák, újromantika.
Maradandó értékű a sajátos, képekben gazdag, szimbólumokra és fantasztikumra épülő novellatermése (pl. a Saatus c. gyűjtemény, 1917). Tuglast tartják az észt nyelvű klasszikus novella megalkotójának
1925-71: Pszichológiai realizmus.
A Väike Illimar c. regénnyel (1937), mely egy kisgyermek szemszögéből mutatja be a vidéki életet, Tuglas visszatért a realizmushoz. A regényt Bereczki Gábor fordította magyarra (A kis Illimar, Európa Könyvkiadó, 1971).

## Időskora
1944-től haláláig Tallinnban élt, Marie Under korábbi otthonában. Ebben a házban működik jelenleg az Under és Tuglas Irodalmi Központ.
1970-ben díjat alapított, melyet novellaírók kaphatnak meg, az átadásukra minden év március 2-án kerül sor.

## Magyarul
- Végzet. Három novella; ford. Virányi Elemér; Kner, Gyoma, 1933
- A kis Illimar. Regény; ford. Bereczki Gábor, ill. Reich Károly; Európa, Bp., 1971

## Külső hivatkozások
- Az Under és Tuglas Irodalmi Központ weboldala
- A sci.fi holnap Tuglas-aloldala